# Valle Mesolcina
Het Valle Mesolcina is een bergdal in de Zwitserse Alpen. Het ligt grotendeels in het kanton Graubünden, en voor een klein deel in Ticino. Het verbindt de San Bernardinopas (2065 m) met het dal van de rivier de Ticino (242 m). De beek in het Valle Mesolcina heet de Moesa. De belangrijkste plaatsen zijn Mesocco en Roveredo.
Het Valle Mesolcina heeft één bewoond zijdal, aan de orografisch rechterkant van de Moesa, het Val Calanca. In beide dalen vindt wandeltoerisme plaats.
Giulietta Martelli-Tamoni (1890-1975) schreef gedichten in het lokaal dialect uit dit bergdal.
- Historisch woordenboek van Zwitserland: 008073
- Library of Congress Control Number: sh85083940
- Historical Dictionary of Switzerland#Lexicon_Istoric_Retic: 1931
- Nationale Bibliotheek van Israël: 987007565543405171
- Virtual International Authority File: 247207065
- WorldCat: E39PBJcBWcBXYDc4MqCYhDGj4q